# Дача Лутовиновых
Дача Лутовиновых — здание постройки 1889 года, расположенное в Алупке, по адресу улица Фрунзе, дом 19-е, ранее — лечебный корпус санатория «Солнечный», памятник градостроительства и архитектуры регионального значения, памятник культурного наследия Украины.

## Здание
Расположенное на горном рельефе здание построено из серого гаспринского известняка. Сложное в плане строение, на высоком цоколе с южной стороны, имеет разную этажность — два и три этажа и подвальные помещения (общая площадь, с поздними пристройками, 445.2 м²). Вилла создана в стиле, характерном для южнобережных дач конца XIX — начала XX века, выделяясь роскошным восточным фасадом (обычно лучшим делали южный, со стороны моря). Вдоль фасада были устроены открытые и остеклённые веранды с деревянным ограждением. Нижний этаж выложен мозаичной кладкой из пиленого камня, верхний гладко оштукатурен, устроен декоративный пояс междуэтажного перекрытия, здание украшено деревянными резными элементами. Многоскатная крыша покрыта гладким металлическим листом с двойными фальцами. Со стороны улицы на первом этаже до революции располагались магазины. Открытая полукруглая веранда на северном фасаде была утеплена и застеклена уже в советское время.

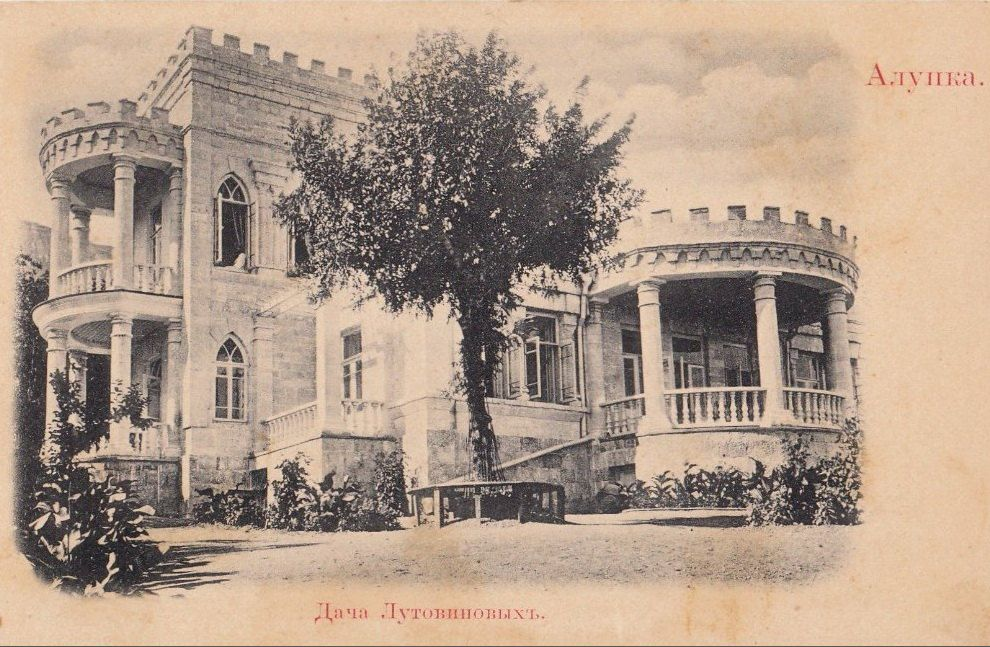
Восточный фасад, около 1910 г.

## История
Считается, что семья Лутовиновых — сёстры Александра, Варвара, Екатерина и Надежда, дочери дворянина Александра Лутовинова из Орловской губернии, поселилась в Алупке в конце XIX века и что Лутовиновы владели несколькими домами. Первую построенную семьёй дачу разрушил оползень и в 1889 году (по другим данным — в начале XX века) было построено современное здание. Лутовиновы состояли родстве с И. С. Тургеневым — утверждается, что сёстры были внучками по женской линии.
Сохранилось письмо от 17 апреля 1929 года Марии Андреевны Лутовиновой, жены владельца «дачи из 6 комнат» Александра Николаевича Лутовинова. Из письма следует, что на тот год семья («мать, старуха 74 лет, муж — туберкулёзный больной и трое детей в возрасте от 11 до 7 лет» владела дачей, из-за чего супруги попали в категорию лишенцев. Там же упоминаются «четыре тётушки моего мужа», очень состоятельные, жившие в Алупке «в прежнее время». Учитывая, что семья Марии Андреевны проживала по адресу Севастопольская улица, дом 17, можно считать что «четыре тётушки» и были Александрой, Варварой, Екатериной и Надеждой, владелицами дачи Лутовиновых. В письме сообщается, что сёстры Лутовиновы в 1922-м году умерли от голода.

## После революции
После окончательного установления советской власти в Крыму 17 ноября 1920 года, 16 декабря того же года приказом председателя Революционного комитета Крыма были изъяты «из частного владения как разных ведомств, так и частных лиц все имения Южного берега Крыма в районе от Судака до Севастополя включительно». Дача была национализирована и в середине 1920-х годов была включена в состав санатория Цустраха (позже — здравница ВЦСПС, санаторий «Москва», санаторий им. Дзержинского). В середине 1950-х годов стала одним лечебным корпусом санатория «Солнечный». Постановлением Совета министров Республики Крым № 627 от 20 декабря 2016 года дача отнесена к категории объектов культурно-исторического наследия России регионального значения.
В январе 2018 года санаторий прекратил свою деятельность. В апреле 2023 года санаторий был национализирован, а в марте 2024 года выставлен на торги за 260 миллионов рублей, но на участие в аукционе не было подано ни одной заявки и продажа не состоялась.